# پلاک جنگی

پلاک‌های جنگی از گورهای جمعی افسران ارتش لهستان که توسط شوروی در کشتار کاتین به قتل رسیده اند

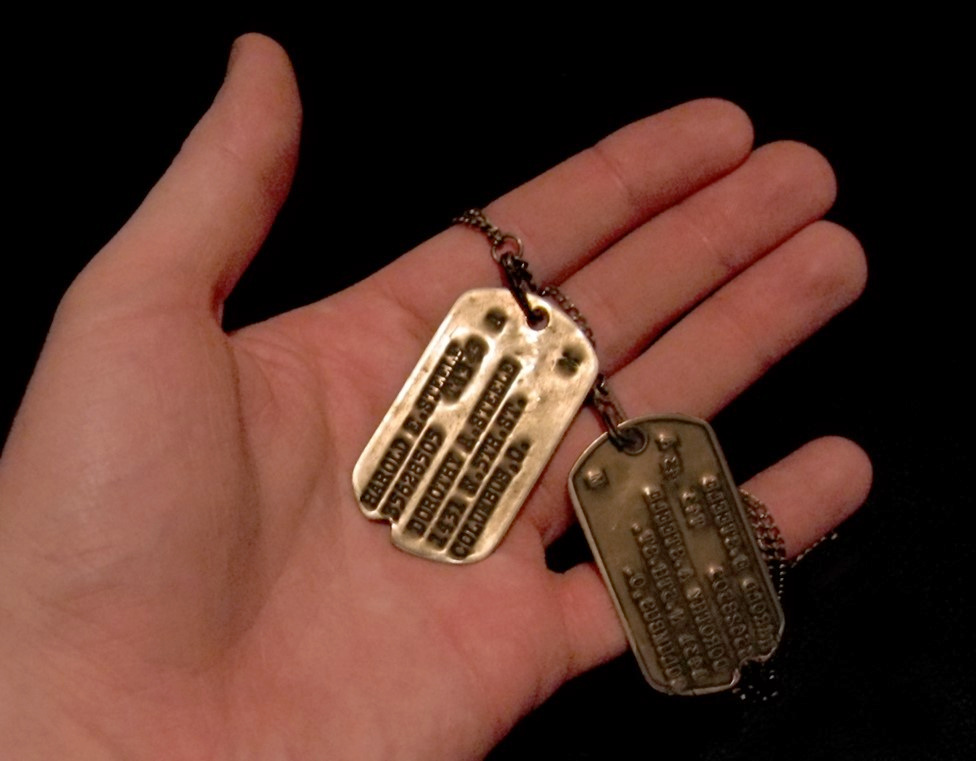
پلاک‌های جنگی یک سرباز امریکایی در جنگ جهانی دوم

پلاک جنگی یا پلاک هویت (به انگلیسی: Dog Tag) قطعه‌ای از جنس هر نوع فلز ضد زنگ است که برای شناسایی هویت افراد زخمی یا کشته شده در جنگ مورد استفاده قرار می‌گیرد. که شامل اطلاعاتی همچون نام و نام خانوادگی، گروه خونی و کد  کشوری فردی می‌باشد. این پلاک‌ها برای پرسنل نظامی و سربازان استفاده می‌شود.